# Kent Farrington
Kent Farrington (Chicago, 28 de diciembre de 1980) es un jinete estadounidense que compite en la modalidad de salto ecuestre.
Participó en dos Juegos Olímpicos de Verano, en los años 2016 y 2020, obteniendo una medalla de plata en Río de Janeiro 2016, en la prueba por equipos (junto con Lucy Davis, McLain Ward y Elizabeth Madden) y el quinto lugar en la prueba individual.
Ganó una medalla de bronce en el Campeonato Mundial de Saltos Ecuestres de 2014 y cuatro medallas en los Juegos Panamericanos entre los años 2011 y 2023.

## Palmarés internacional
| Juegos Olímpicos     | Juegos Olímpicos        | Juegos Olímpicos  | Juegos Olímpicos |
| Año                  | Lugar                   | Medalla           | Categoría        |
| -------------------- | ----------------------- | ----------------- | ---------------- |
| 2016                 | Río de Janeiro (Brasil) | Medalla de plata  | Por equipos      |
| Campeonato Mundial   |                         |                   |                  |
| Año                  | Lugar                   | Medalla           | Categoría        |
| 2014                 | Caen (Francia)          | Medalla de bronce | Por equipos      |
| Juegos Panamericanos |                         |                   |                  |
| Año                  | Lugar                   | Medalla           | Categoría        |
| 2011                 | Guadalajara (México)    | Medalla de oro    | Por equipos      |
| 2015                 | Toronto (Canadá)        | Medalla de bronce | Por equipos      |
| 2023                 | Santiago (Chile)        | Medalla de oro    | Por equipos      |
| 2023                 | Santiago (Chile)        | Medalla de plata  | Individual       |